# Karl Friedrich Vieweg
Karl Friedrich Vieweg, auch Carl Friedrich Vieweg, (* 1761; † 28. Juli 1833 in Berlin) war ein deutscher Entomologe.

## Leben
Hauptberuflich war Karl Friedrich Vieweg preußischer Kriegsrat und Geheimer Sekretär. Er war im Zweiten Department des Ober-Kriegs-Collegs in Berlin. Von 1781 bis 1814 war er Mitglied der Großen Landesloge der Freimaurer in Berlin.  
Sein Werk über die Schmetterlinge Brandenburgs beruht auf den Beschreibungen von Johann Siegfried Hufnagel mit den Anmerkungen von  S. A. von Rottemburg. Mitarbeiter war nach dem Vorwort im ersten Band (bei dem von Autoren im Plural die Rede ist) Heinrich Jakob Laspeyres und weiter die Prediger Johann Friedrich Wilhelm Herbst, Karl Ludwig Gronau und der Prediger Conrad und Kriegsrat Johann Friedrich Kirstein (gestorben um 1800). Der Autorenname erscheint nur im zweiten Heft auf dem Titel (als Carl Friedrich Vieweg). Er beschränkt sich bei den Beschreibungen auf Nachtfalter, da Tagfalter schon in anderen Werken ausführlich besprochen wurden (sie werden nur kurz gelistet). Anscheinend war aber eine Fortsetzung geplant. Das erste Heft hat 70 Seiten Text, das zweite 98 Seiten und drei Kupferstich-Tafeln von Steinberg.
Von Vieweg stammen die Erstbeschreibungen des Nachtfalters Diarsia rubi, der Großen Wintereule und des Weidenkarmins.

## Schriften
- Tabellarisches Verzeichnis der in der Churmark Brandenburg einheimischen Schmetterlinge. 2 Teile, Wilhelm Vieweg d. J., Berlin 1789, 1790, SUB Göttingen, Heft 1, Google Books, Heft 2, Google Books